# Gary Bell
Gary Bell, Jr. (Kent, Washington, 12 de octubre de 1992) es un exbaloncestista estadounidense que disputó cuatro temporadas como profesional en Europa. Con 1,88 metros de estatura, jugaba en la posición de base.

## Trayectoria deportiva

### Universidad
Jugó cuatro temporadas con los Bulldogs de la Universidad Gonzaga, en las que promedió 9,6 puntos, 2,5 rebotes y 2,0 asistencias por partido. En su primera temporada fue incluido en el mejoj quinteto freshman de la West Coast Conference, mientras que en la última fue elegido defensor del año de la conferencia e incluido en el segundo mejor quinteto absoluto.

### Profesional
Tras no ser elegido en el Draft de la NBA de 2015, en el mes de julio fichó por el Siarka Jezioro Tarnobrzeg de la loga polaca, donde jugó una temporada en la que promedió 15,6 puntos y 3,7 rebotes por partido.
En julio de 2016 fichó por el también equipo polaco del KS Rosasport Radom, con el que promedió 12,1 puntos y 3,1 rebotes por encuentro, hasta que en febrero de 2017 dejó el equipo para fichar por el Cholet Basket de la Pro A francesa.